# The Electric Company
The Electric Company es una serie infantil de 5 a 9 años de televisión y programa educativo estadounidense producido por Children's Television Workshop (actual Sesame Workshop) para PBS. La PBS emitió 780 episodios a lo largo de sus seis temporadas desde 1971 a 1977. Tras el cese de la producción en aquel año, se emitió reposiciones del programa. Sesame Workshop produjo el programa en Reeves Teletape en Manhattan.
The Electric Company utilizaba la comedia en modo de sketches y otras emisiones para el entretenimiento de los niños de educación primaria y para su desarrollo educativo y inteligencia.

## Artistas
El reparto original incluía a Morgan Freeman, Rita Moreno (quien gritaba a viva voz "Hey, you guyyyyys!!" en el opening del programa en las temporadas dos, cinco y seis, y en la primera grito la frase en el episodio 19), Bill Cosby, Judy Graubart, Lee Chamberlin y Skip Hinnant. La mayoría del reparto tenía un plato, repertorio y trabajo improvisado, Cosby y Moreno ya eran conocidos por sus películas y series de televisión, Ken Roberts más conocido por anunciador de soap operas fue el narrador en algunos segmentos durante la primera temporada.
Jim Boyd quien fuera un riguroso actor de voz fuera de las cámaras y ventrílocuo en la primera temporada, comenzó hacer su aparición en cámara en la segunda temporada, la mayor parte interpretando el papel de J. Arthur Crank. Luis Avalos también se unió al reparto al mismo tiempo.
Bill Cosby fue un actor frecuente en la primera temporada y en ocasiones aparecía en nuevos segmentos durante la segunda temporada pero lo dejó más tarde. No obstante, los segmentos de Cosby fueron grabados en las temporadas uno y dos repetidamente en reposiciones en los programas de las siguientes cuatro temporadas, y Cosby fue un miembro del elenco durante todo el programa desde su emisión; Lee Chamberlin también abandono el programa después de la segunda temporada pero muchos de sus segmentos fueron utilizados repetidamente por lo que Chamberlin fue también parte del reparto desde el inicio del programa.
A comienzos de la tercera temporada se unió al reparto Hattie Winston, actriz y cantante que más tarde aparecería en Becker. Al inicio de la cuarta temporada, Danny Seagren apareció en el papel de Spider-Man.

## The Short Circus
- June Angela como Julie.
- Irene Cara como Iris (1971–1972).
- Stephen Gustafson como Buddy (1971–1975).
- Melanie Henderson como Kathy(1971–1975).
- Douglas Grant como Zach (1971–1973).
- Denise Nickerson como Allison (1972–1973).
- Bayn Johnson como Kelly (1973–1975).
- Gregg Burge como Dwayne (1973–1975).
- Janina Mathews como Gail (1975–1977).
- Réjane Magloire como Samantha (1975–1977).
- Rodney Lewis como Charlie (1975–1977).
- Todd Graff como Jesse (1975–1977).

Otra sección habitual del programa fue el Short Circus (el nombre es un juego de palabras entre Short y Circuit (Cortocircuito)), un grupo de niños cantaban canciones que también facilitaban la comprensión de la lectura. June Angela fue la única miembro que permaneció en el programa durante las seis temporadas de emisión (ella tenía 11 años cuando empezó la emisión, y 17 al finalizar); los otros estuvieron de una a cuatro temporadas, Irene Cara apareció solamente en la primera temporada convirtiéndose en una estrella musical (Fame, Flashdance). Cara fue sustituida por Denise Nickerson, conocida por su papel de Violet Beauregarde en la película de 1971 Willy Wonka y la fábrica de chocolates.
Los otros tres miembros de Short Circus fueron Melanie Henderson (con 13 años, la mayor del grupo inicial), Stephen Gustafson y Douglas Grant. Para la tercera y cuarta temporada del programa, Grant y Nickerson fueron reemplazados por el bailarín Gregg Burge y la actriz de Broadway Bayn Johnson.
A excepción de Angela June, todos fueron sustituidos por un nuevo reparto para las temporadas de 1975 a 1977. El nuevo elenco fue Todd Graff, Rodney Lewis, Réjane Magloire y Janina Matthews.
En la primera temporada, un gran número de niños salieron de extras ante la cámara con el reparto al igual que en Barrio Sésamo, pero este concepto fue bastante rápidamente abandonado.
A causa de la utilización frecuente de segmentos, una práctica derivada de Barrio Sésamo, los actores continuaron apareciendo en el reparto a pesar de no pertenecer al elenco entonces.